# Saint-Paul (Oise)
Saint-Paul ist eine französische Gemeinde mit 1612 Einwohnern (Stand 1. Januar 2022) im Département Oise in der Region Hauts-de-France. Sie gehört zum Arrondissement Beauvais, zum Gemeindeverband Beauvaisis und zum Kanton Beauvais-2.

## Geographie
Die Gemeinde liegt am Nordrand der Landschaft Vexin, sechs Kilometer westlich von Beauvais überwiegend am linken (nördlichen) Ufer des Avelon, in den hier der Bach Ru de Boyauval mündet. Durch den Süden der Gemeinde verlaufen ein Teilstück der früheren Route nationale 31 und die stillgelegte Bahnstrecke von Goincourt nach Gournay-en-Bray. Zu Saint-Paul gehören die Weiler Boyauval, Sorcy, Malmaison, Le Champ de Taillis, Le Becquet, Le Ply und Les Rouges Eaux. In der Gemeinde liegt der 1983 eröffnete Vergnügungspark Parc Saint-Paul.

## Einwohner
| Jahr                       | 1962 | 1968 | 1975 | 1982 | 1990 | 1999 | 2006 | 2012 | 2021 |
| -------------------------- | ---- | ---- | ---- | ---- | ---- | ---- | ---- | ---- | ---- |
| Einwohner                  | 562  | 633  | 849  | 1034 | 1206 | 1423 | 1526 | 1516 | 1592 |
| Quellen: Cassini und INSEE |      |      |      |      |      |      |      |      |      |

## Sehenswürdigkeiten
- Im 6. Jahrhundert gegründete Abtei Saint-Paul (von 1036 bis zur Französischen Revolution eine Benediktinerinnenabtei, danach Gefängnis, Kaserne und Fliesenfabrik); erhalten sind von dem als Monument historique seit 1933 eingetragenen Komplex das Portal und Ruinen der Abteikirche[1], das Taubenhaus aus dem Jahr 1699 und die „Hostellerie des Dames“[2]
- Pfarrkirche Saint-Paul[3]
- Vergnügungspark

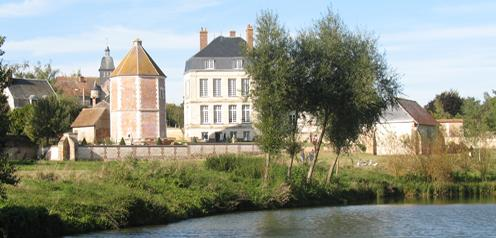
Abtei und Kirche Saint-Paul
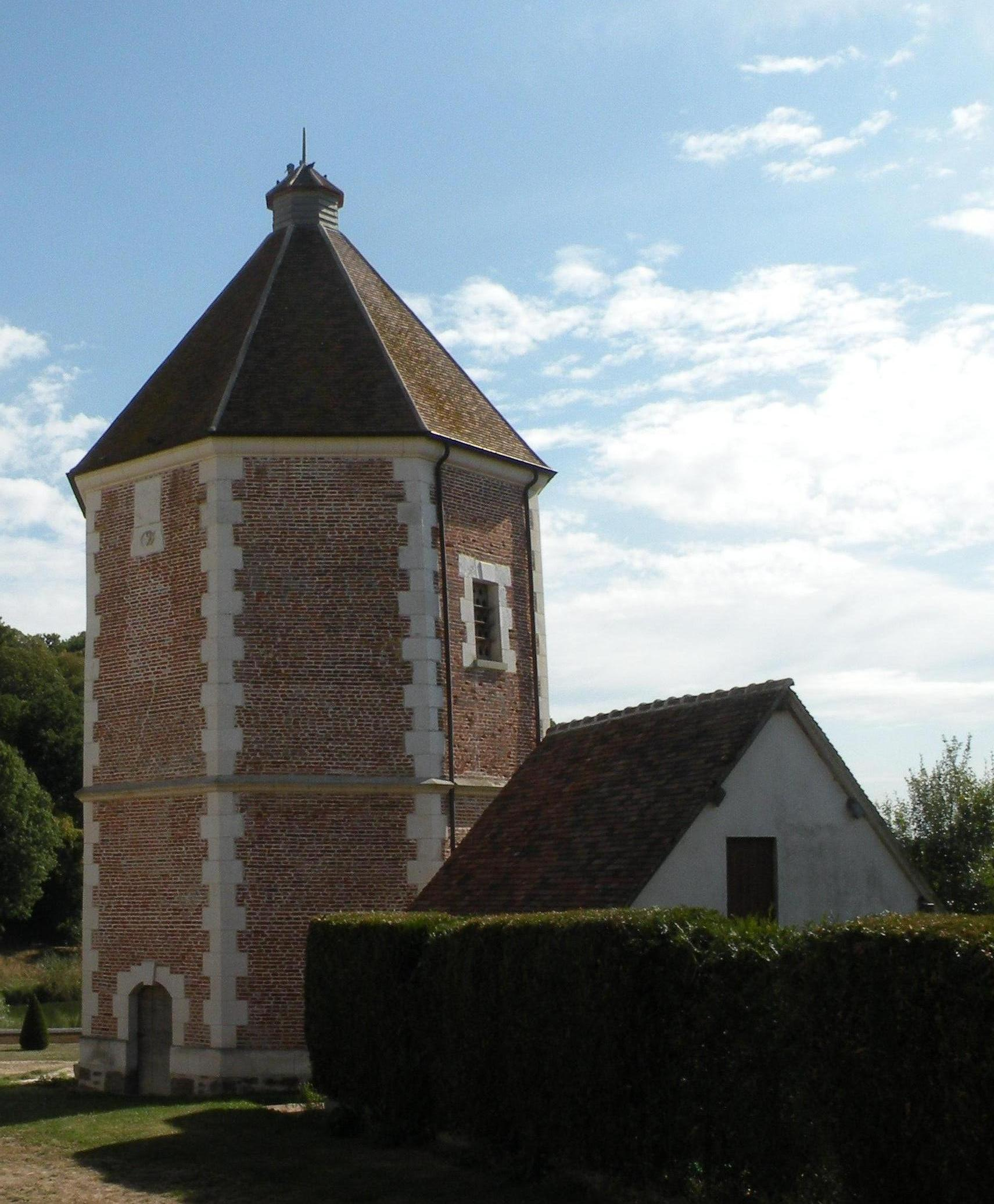
Taubenhaus
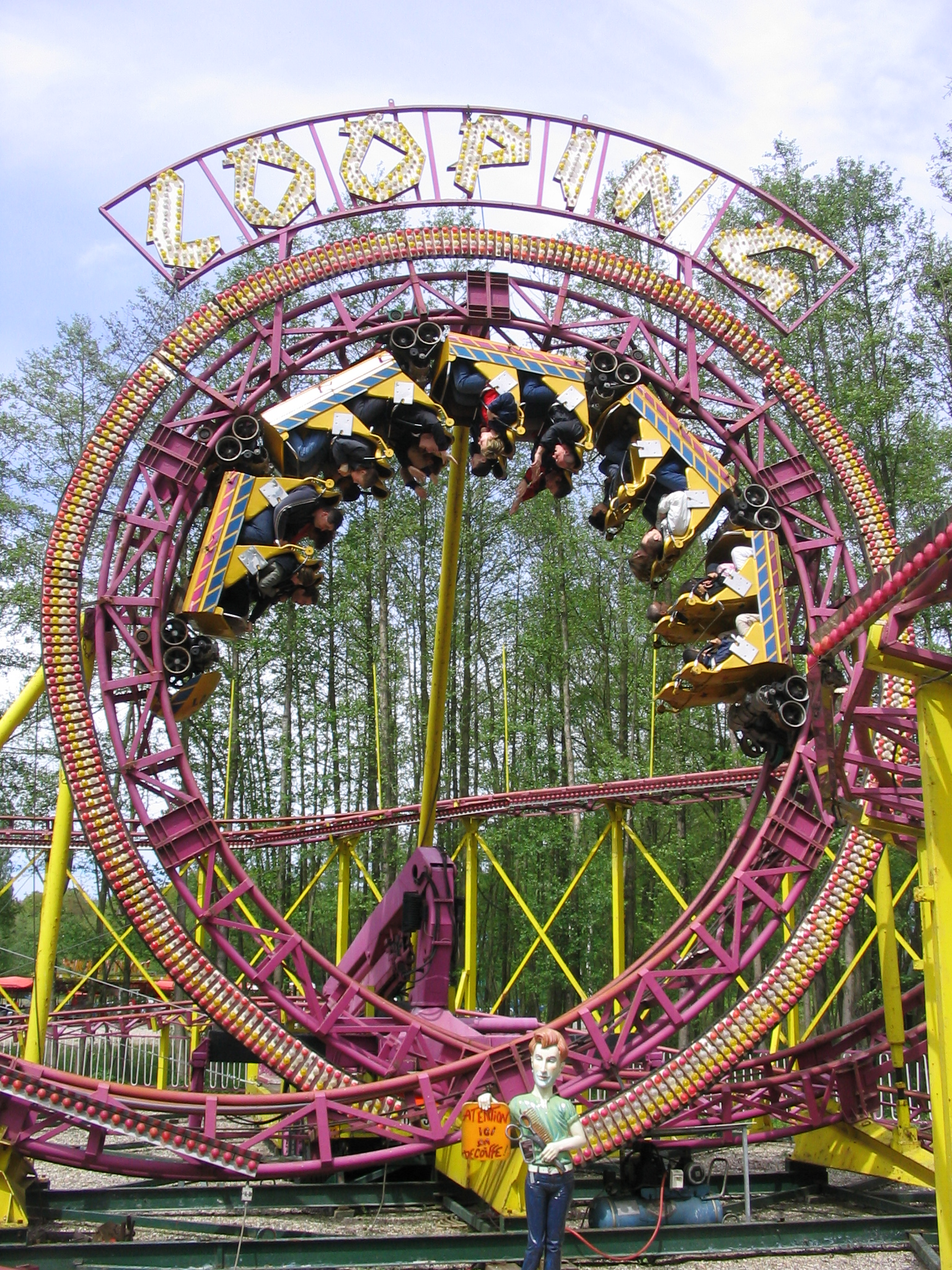
Achterbahn im Vergnügungspark
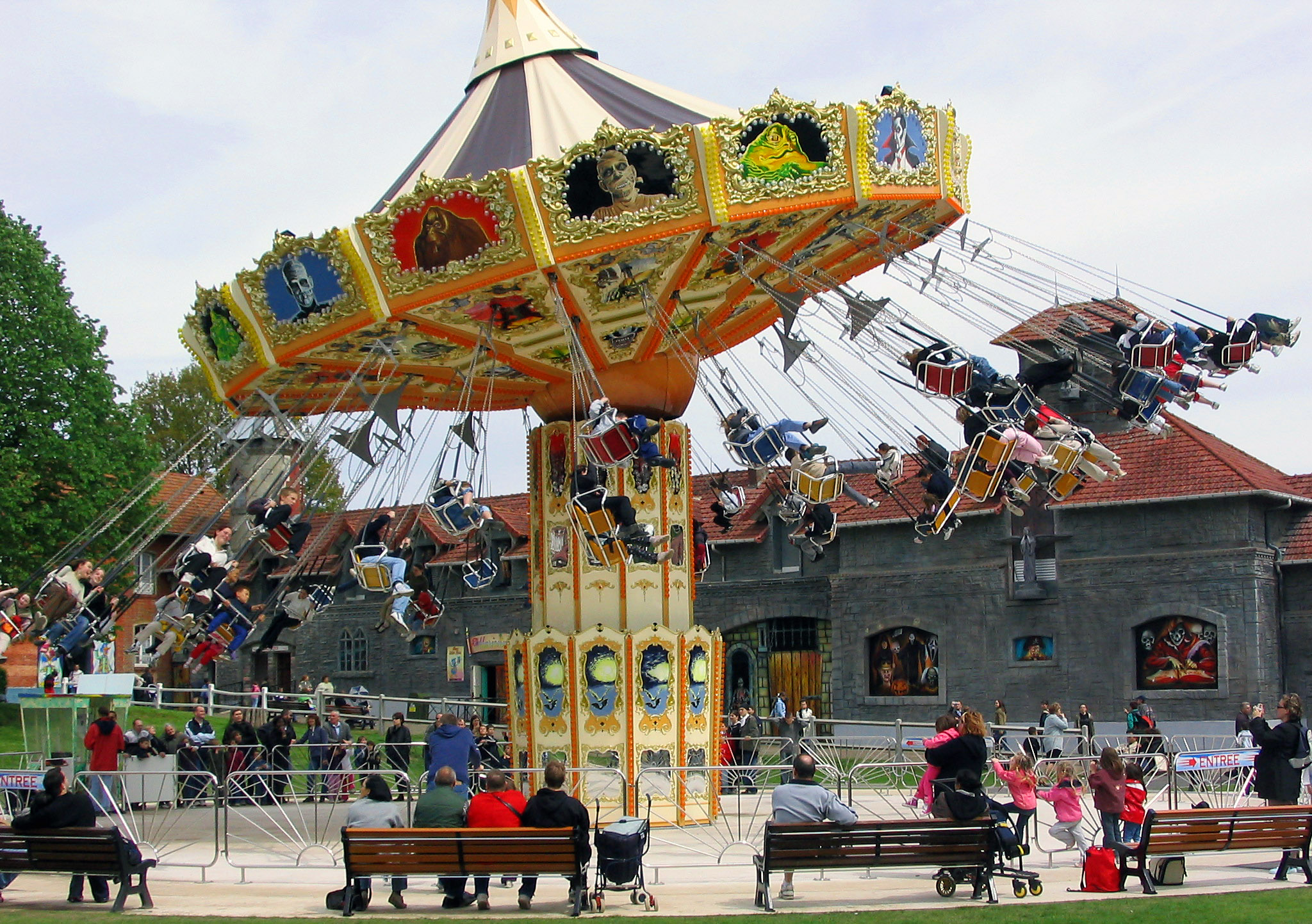
Kettenkarussell im Vergnügungspark

## Persönlichkeiten
- Die heilige Angadrisma gilt als erste Äbtissin der Abtei.